# Balenă cu cocoașă
Balena cu cocoașă (Megaptera novaeangliae) este un mamifer marin din familia Balaenopteridae, fiind unicul reprezentant actual al genului Megaptera. Denumirea acestei specii provine fie de la înotătoarea dorsală care amintește de un gheb, fie de la deprinderea animalului de a-și încovoia puternic spatele în timpul înotului.

## Clasificare taxonomică
În lucrările științifice, balena cu cocoașă a fost descrisă pentru prima oară ca „baleine de la Nouvelle Angleteer”, în „Le Règne animal” scrisă de Mathurin Jacques Brisson în 1756. În 1781, genul a fost descris de Georg Borowski, care a transformat denumirea balenei în latină: Balaena novaeangliae. La începutul secolului al XIX-lea, ihtiologul francez Lacépède a schimbat numele binomial al animalului în Balaenoptera jubartes, și a mutat specia din familia Balaenidae în familia Balaenopteridae. În 1846, zoologul britanic John E. Gray a clasificat balena cu cocoașă drept Megaptera longpinna, iar în 1932 naturalistul american Remington Kellogg i-a schimbat numele speciei în novaeangliae. Ultimul a mai descris și cele mai vechi fosile ale balenelor cu cocoașă — Megaptera miocaena, datând din miocenul târziu. De asemenea, au fost descoperite rămășițe ale balenelor cu cocoașă din pliocenul târziu și pleistocen, în America de Nord, și din pliocenul superior, în Europa.
Denumirea genului Megaptera provine din cuvintele grecești μεγα- (imens) și -φτερό (aripă), făcând referire la dimensiunile extraordinare ale înotătoarelor laterale. Denumirea speciei se traduce ca a noii Anglii, întrucât primul exemplar a fost capturat pe țărmul Noii Anglii.

## Morfologie

Dimensiunile omului raportate la cele ale balenei cocoașă

Balena cu cocoașă este un animal de dimensiuni foarte mari, cu gabaritele unui autobuz școlar. Lungimea medie a corpului unui adult variază între 13,5 m la masculi și 14,5 m la femele (în perioada anilor 1949-1962, femelele capturate în apele antarctice și australiene aveau dimensiuni reduse față de masculii din aceleași regiuni). Cele mai impunătoare balene cu cocoașă ating lungimea de 17-18 m, dar sunt rar întâlnite. Greutatea medie este de 30 t, iar cea maximă de 48 t. Dintre balenopteride, balenele cu cocoașă dispun de cel mai gros strat de grăsime raportat la dimensiunile corpului, care e totuși mai subțire decât la balena albastră. În afară de mărime, singura deosebire dintre masculi și femele este forma zonei uro-genitale: femelele au o proeminență emisferică cu diametrul de aprox. 15 cm la capătul căilor genito-urinare.

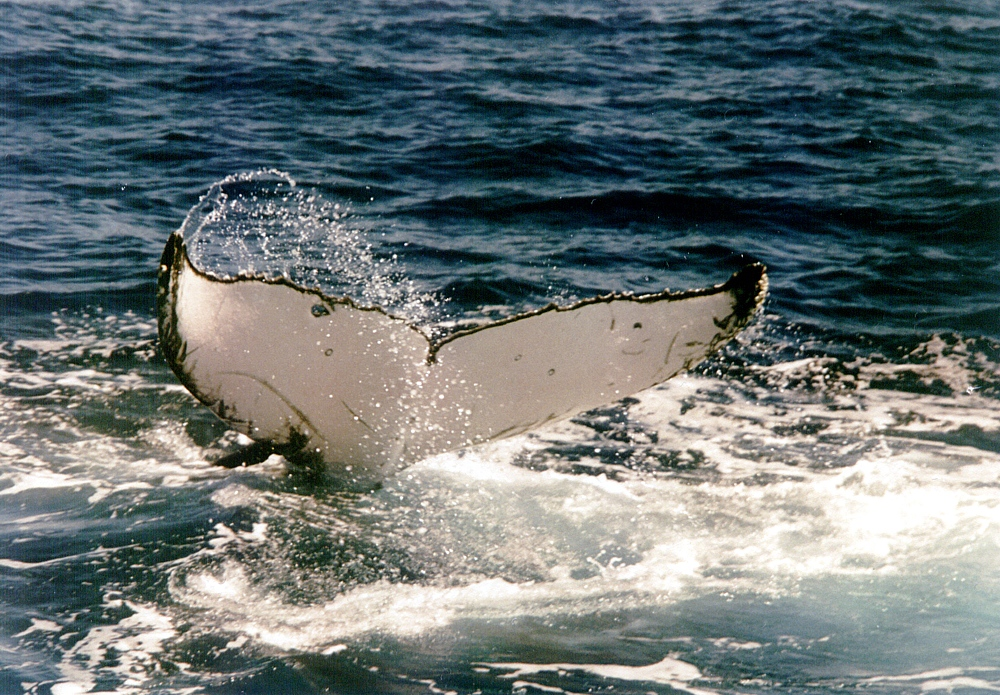
Marginea neregulată a înotătoarei codale

Balena cu cocoașă se deosebește de ceilalți reprezentanți ai familiei Balaenopteridae prin forma și coloritul corpului, forma înotătoarei dorsale, dimensiunile celor pectorale, „negii” de pe ambele buze și de pe extremitățile înotătoarelor pectorale și marginea neregulată a cozii. Corpul balenei este scurt și robust, mai lat în față și mai îngust spre coadă. Capul este lat, cu buzele rotunjite în față; la unii indivizi el este de doar 3,2-3,5 ori mai scurt decât întregul corp. Buza inferioară, masivă, iese în față cu 10-30 cm. Abdomenul este coborât. „Brazdele” longitudinale de pe gât și abdomen sunt mari (de 2-3 ori mai late și mai adânci decât la Balaenoptera physalus), dar puține la număr: de obicei între 14 și 22. Jetul de apă expulzat în expirație este difuz, uneori luând forma literei „V”, și atinge înălțimea de 3 m.

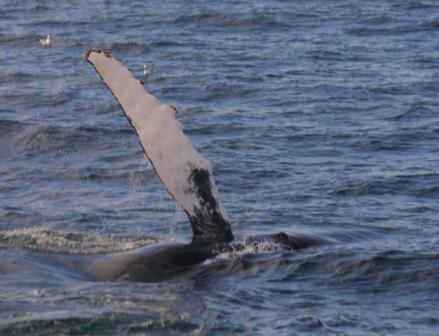
Înotătoarea pectorală dreaptă

Înotătoarele pectorale (sau laterale) sunt foarte lungi (28,3–34,1 % din lungimea corpului), particularitate reflectată în denumirea genului, Megaptera. Marginile lor anterioare sunt îngroșate și poartă 10 „negi”. Dimensiunile exagerate ale înotătoarelor pectorale sunt explicate de participarea lor în locomoție și în termoreglare. Înotătoarea dorsală este destul de mică, atingând 30-35 cm în înălțime, în schimb este groasă și musculoasă; se situează în jumătatea posterioară a corpului. Marginea ei anterioară coboară lin spre corp, uneori fiind umflată, iar cea posterioară este abruptă, de regulă în formă de seceră. Înotătoarea codală (sau, mai simplu, coada) este foarte mare, cu marginea posterioară neregulată și zimțată, situată orizontal, ca la toate balenele.
Coloritul balenelor cu cocoașă variază de la un individ la altul, ceea ce facilitează identificarea lor. Spatele și părțile laterale sunt negre sau cenușii-închise, uneori cu o nuanță de cafeniu-închis, totdeauna mai închise la culoare decât la alte balenopteride. Culoarea gâtului și a abdomenului variază de la neagră sau pestriță (cu pete albe) până la albă. Înotătoarele pectorale sunt deasupra negre, bălțate sau albe și dedesubt albe, dar se întâlnesc indivizi cu înotătoare în întregime albe sau în întregime negre. Culoarea părții superioare a cozii coincide cu cea a spatelui, iar a părții inferioare cu cea a abdomenului. Indivizi albinoși sunt rar întâlniți.
Pe partea superioară a capului, între marginea buzei și nas trec 3-5 rânduri de concrescențe de piele de formă brăzdată, asemănătoare negilor. Rândul din mijloc numără 5-8 concrescențe, iar cele laterale între 5 și 15. Alte balenopteride au în acest loc o cocoașă. Partea inferioară a capului găzduiește 20-30 de concrescențe similare. Buza inferioară are formă neregulată și diametrul de până la 30 cm. Concrescențele reprezintă niște foliculi din care crește câte un fir de păr.
Întrucât fiecare individ are propriul colorit, ei pot fi identificați după culoarea părții inferioare a înotătoarei codale, care devine vizibilă în timpul scufundării după un salt deasupra apei. Dimensiunile și aranjarea concrescențelor de piele prezintă și ele variații individuale.
Coloana vertebrală a balenelor cu cocoașă numără 7 vertebre cervicale, 14 pectorale, 10-11 lombare și 21 codale (în total 52-53).
Fanoanele balenei cu cocoașă sunt de culoare cenușie-neagră cu franjuri cafenii, dure, uneori fanoanele anterioare pot fi mai deschise la culoare sau chiar albe. Pe fiecare jumătate a maxilarului superior sunt aranjate între 270 și 400 de fanoane cu lungimea maximă de 1 m (de obicei nu mai mult de 80 cm). Anual, se lungesc cu 8-11 cm. Pe cerul gurii se întind două brazde longitudinale de tipul celor de pe gât și abdomen.
Cariotipul este format din 44 cromozomi (2n).

## Răspândire și migrații
Megaptera novaeangliae este o specie cosmopolită întâlnită în întreg oceanul planetar și parțial în mările semiînchise (separate de ocean prin insule sau peninsule), de la cele tropicale până la cele situate la latitudini mari, cu excepția Arcticii și Antarctidei. În ciuda arealului de răspândire întins, populația balenelor cu cocoașă este pretutindeni rarefiată. Limita nordică a arealului se află la 65° lat. N (conform altor surse 75° lat. N). Odinioară, balenele pătrundeau și în apele mărilor Mediterană și Baltică. Preferă apele de litoral și de șelf, ieșind în largul oceanului doar în timpul migrațiilor. Balenele cu cocoașă din emisfera nordică se țin mai aproape de țărm în timpul acestora.
Grupurile de balene cu cocoașă migrează atât local – în căutarea hranei – cât și sezonier, odată cu schimbarea anotimpurilor. Își petrec sezonul cald în zonele reci și temperate, iar cel rece în apele subtropicale și tropicale, pentru reproducere. Conform cercetărilor, balenele cu cocoașă iernează în ape cu temperatura de 21,1–28,3°C. Migrația durează, de obicei, până la două luni; cea mai rapidă migrație înregistrată vreodată a durat 39 zile, de la capătul sud-estic al Alaskăi până la Hawaii. De regulă, balenele parcurg până la 8.000 km în timpul unei migrațiuni, ceea ce le face unele dintre mamiferele migratoare cu cea mai mare distanță parcursă în timpul călătoriilor.
Urmărirea traseului parcurs de 7 indivizi (inclusiv o femelă cu puiul său), care au iernat în apele de litoral ale Costa Ricăi (până la 11° lat. N), iar apoi s-au deplasat în zona antarctică, a determinat că indivizii au acumulat 8.300 km în călătoria lor. În aceleași ape ale Costa Ricăi iernează populațiile de balene cu cocoașă ale emisferei nordice, astfel încât acesta este unicul loc în care se pot întâlni populații din ambele emisfere.
An de an, migrațiile au loc într-o ordine prestabilită. La sfârșitul toamnei, primele pornesc spre sud mamele cu pui alăptați, care se deplasează cel mai lent. După ele pleacă balenele tinere, masculii adulți, femelele neînsărcinate și, în sfârșit, femelele gravide. La sfârșitul iernii migrația are loc în aceeași ordine, dar în sens opus. Totuși, nu toate balenele cu cocoașă migrează sezonier. De exemplu, în 1995, la țărmul estic al Australiei au rămas să ierneze câteva femele.
În oceanul planetar au fost definite 3 populații izolate mari și 9-10 grupuri separate de balene cu cocoașă. Cu toate acestea, specia Megaptera novaeangliae nu a fost divizată în subspecii.
În Atlanticul de Nord viețuiesc două grupuri.
- Grupul vestic migrează de la Islanda, sudul Groenlandei, Newfoundland și Labrador și Noua Anglie până la insulele Antile (în apele insulelor Hispaniola, Puerto Rico⁠(d) și Antilele Mici) și țărmul Venezuelei, Columbiei și Braziliei.
- Grupul estic migrează de la Marea Barents (Spitzbergen, Novaia Zemlea) și Finmarken (Norvegia) până la insulele Capului Verde și Africa de Vest (Gabon). Este posibil ca ambele grupuri să se întâlnească în regiunile temperate ale Atlanticului. Uneori, ele sunt privite ca entitate unitară care iernează în regiunea Antilelor și din care câteva intră în apele Capului Verde.[2] În 1998 a fost observat pentru prima dată un grup de balene cu cocoașă în apele Gabonului.

În Pacificul de Nord viețuiesc grupuri care se deplasează dinspre Marea Ciukotsk, golful Alaska, insulele Aleutine, Kamceatka și Columbia Britanică de-a lungul șelfului continental până la:
- țărmul Californiei de Sud, golful Californiei și litoralul Mexicului (între sudul Sonorei și Jalisco)
- arhipelagul Hawaii (între insulele Kauai și Hawaii)
- insulele din sudul Japoniei (Mariane, Ogasawara și Ryūkyū) și Taiwan. Nu este exclus că aceste populații se întâlnesc în zona rece.[10][14]

Lipsa informațiilor privind balenele acestei specii de la vânătorii de balene ai secolului al XIX-lea în apele hawaiene și lipsa unui cuvânt în hawaiană care să însemne „balenă cu cocoașă” a dus la concluzia că balenele cu cocoașă nu populează aceste regiuni de mult timp. O descoperire similară a fost făcută în Caraibe, care în prezent sunt cel mai important loc de reproducere al balenelor cu cocoașă.

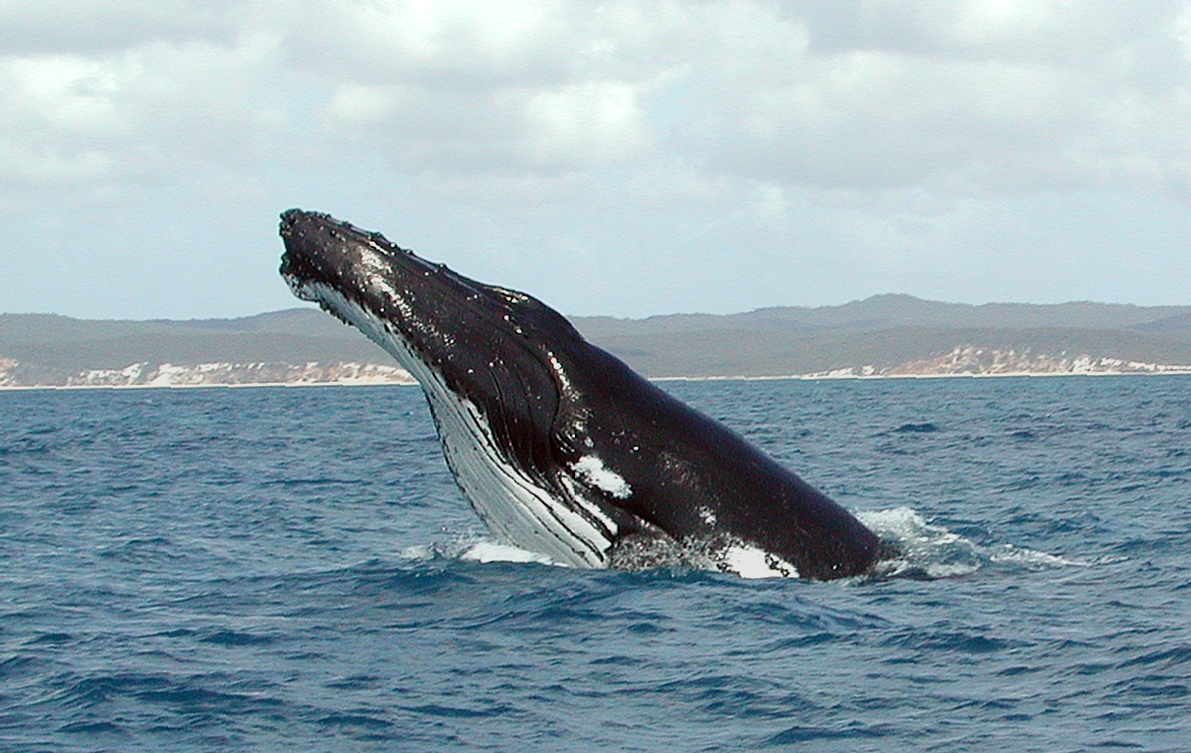
O balenă cu cocoașă în apropierea litoralului statului Queensland, Australia

În emisfera de sud, balenele cu cocoașă formează 5 grupuri în apele Antarctidei (unii indivizi pot trece dintr-un grup în altul), care din iunie până în decembrie viețuiesc în apropierea:
- litoralului vestic al Americii de Sud (de la Chile până la Peru)
- litoralului estic al Americii de Sud și în golful Bengal
- litoralului Africii de Sud-Est și Madagascarului (în particular, strâmtoarea Mozambic)
- litoralului vestic al Australiei
- litoralului Australiei de Est, Noii Zeelande, Noii Caledonii și în unele arhipelaguri din Melanezia și Polinezia.

Grupurile mari de balene cu cocoașă se împart în grupuri mai mici. Astfel, în grupul din Atlanticul de Nord-Vest se evidențiază 4-5 subgrupuri, care se hrănesc în golfurile Maine și Sf. Laurențiu, lângă Newfoundland și Labrador, în apele Groenlandei și ale Islandei. Subgrupurile se amestecă deseori în timpul iernii.
În Marea Arabiei viețuiește un grup de balene cu cocoașă sedentare.
Balenele cu cocoașă pot fi întâlnite în apele următoarelor țări și teritorii:
Africa de Sud,
Angola,
Antigua și Barbuda,
Antilele Olandeze,
Argentina,
Australia,
Bangladesh,
Barbados,
Benin,
insulele Bermude,
Brazilia,
Canada,
Capul Verde,
Chile,
Columbia,
Republica Congo,
Republica Democrată Congo,
insulele Cook,
Coreea de Nord, Coreea de Sud,
Costa Rica,
Republica Dominicană,
Ecuador,
insulele Falkland,
Fiji,
Franța,
Grenada,
Groenlanda,
Guadelupa,
Haiti,
India,
Indonezia,
Iran,
Islanda,
Jamaica,
Japonia,
Kenya,
Madagascar,
Malaezia,
insulele Mariane de Nord,
insulele Marshall,
Martinica,
Mexic,
Mozambic,
Norvegia,
Noua Caledonie,
Noua Zeelandă,
Pakistan,
Panama,
Peru,
Polonia,
Rusia,
Samoa,
Samoa Americană,
Sfânta Lucia,
Sfântul Vincențiu și Grenadinele,
insulele Solomon,
Sri Lanka,
SUA,
Svalbard,
Tanzania,
Tonga,
Vanuatu,
Venezuela,
insulele Virgine.

## Comportament
Balenele cu cocoașă sunt animale de coastă și ies în larg numai în căutarea hranei și în timpul migrațiilor. Uneori intră în golfuri. În timpul iernării, mamele cu pui petrec mai mult timp în apele de mică adâncime decât ceilalți indivizi. Balenele cu cocoașă nu au un teritoriu de viețuire bine definit, însă unii indivizi și anumite grupuri se întorc în aceleași ape în fiecare an. Balenele își pot schimba locurile în care își petrec vara și iarna (de exemplu Hawaii cu Mexic, Hawaii cu Japonia, Japonia cu Columbia Britanică etc.).

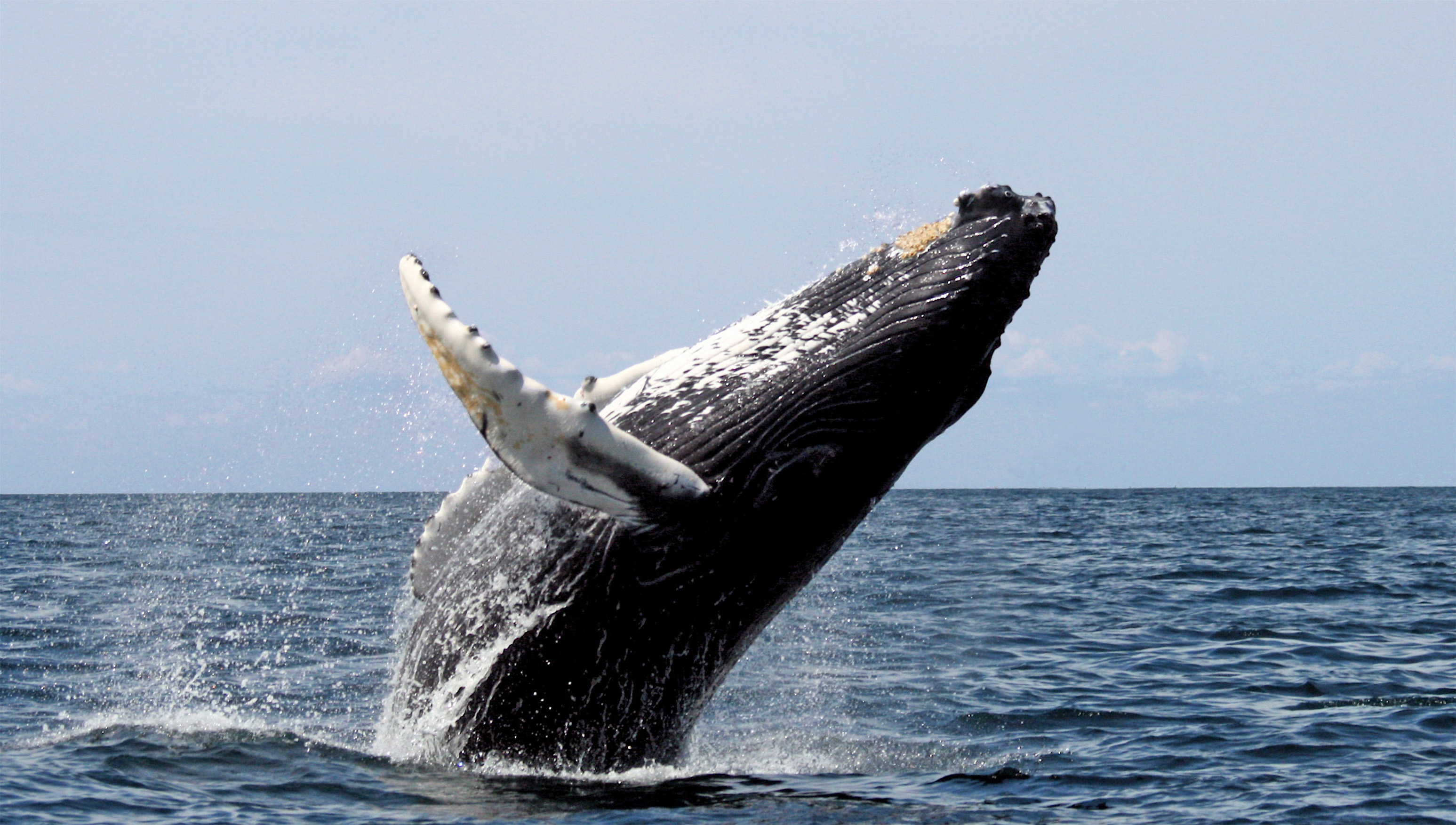
Balenă cu cocoașă efectuând o săritură cu aterizare pe spate

Balena cu cocoașă se deplasează mai lent decât alte balenopteride, viteza lor de înot variind în timpul migrațiilor între 8 și 15 km/h. Viteza maximă alcătuiește 27 km/h, dar este înregistrată numai la indivizii răniți. În același timp, balena cu cocoașă este una dintre cele mai energice și „acrobatice” balene, săriturile sale deasupra apei atrăgând atenția turiștilor. Herman Melville o descria, în romanul Moby Dick, astfel:
„E cea mai jucăușă și mai vioaie balenă, împroașcă mai multă spumă decât celelalte.”
Deseori balenele cu cocoașă își izbesc înotătoarele pectorale și codală în suprafața mării, provocând spumă, se rostogolesc pe spate, își scot capul din apă. Câteodată, sar în întregime deasupra apei în poziție verticală pentru ca mai apoi să cadă cu un zgomot asurzitor (probabil în încercarea de a scăpa de exoparaziți). Un asemenea comportament este demonstrat în toate anotimpurile și de toți indivizii, inclusiv cei care viețuiesc în singurătate, însă scopul lui nu este determinat.
Durata scufundării depinde de anotimp. Vara balenele nu rămân sub apă mai mult de 5-10 minute, în schimb iarna rezistă 10-15 minute (cel mult 30). Probabil că în sezonul rece se scufundă ca să se odihnească, iar în cel cald se odihnesc la suprafață. Ieșind deasupra apei, balenele cu cocoașă scot jeturi de apă de 2-5 m înălțime la interval de 4-15 s. Datorită obiceiului de a-și ridica înotătoarea codală în timpul scufundării, ele pot fi ușor identificate, întrucât coloritul părții inferioare a cozii diferă de la un individ la altul.
Pe baza cercetărilor efectuate în Atlanticul de Nord în perioada anilor 1973-1998, a fost întocmit un album fotografic cuprinzător al populației nord-atlantice de balene cu cocoașă. Un proiect similar a demarat în 2004 pentru indivizii Pacificului de Nord.

### Alimentație

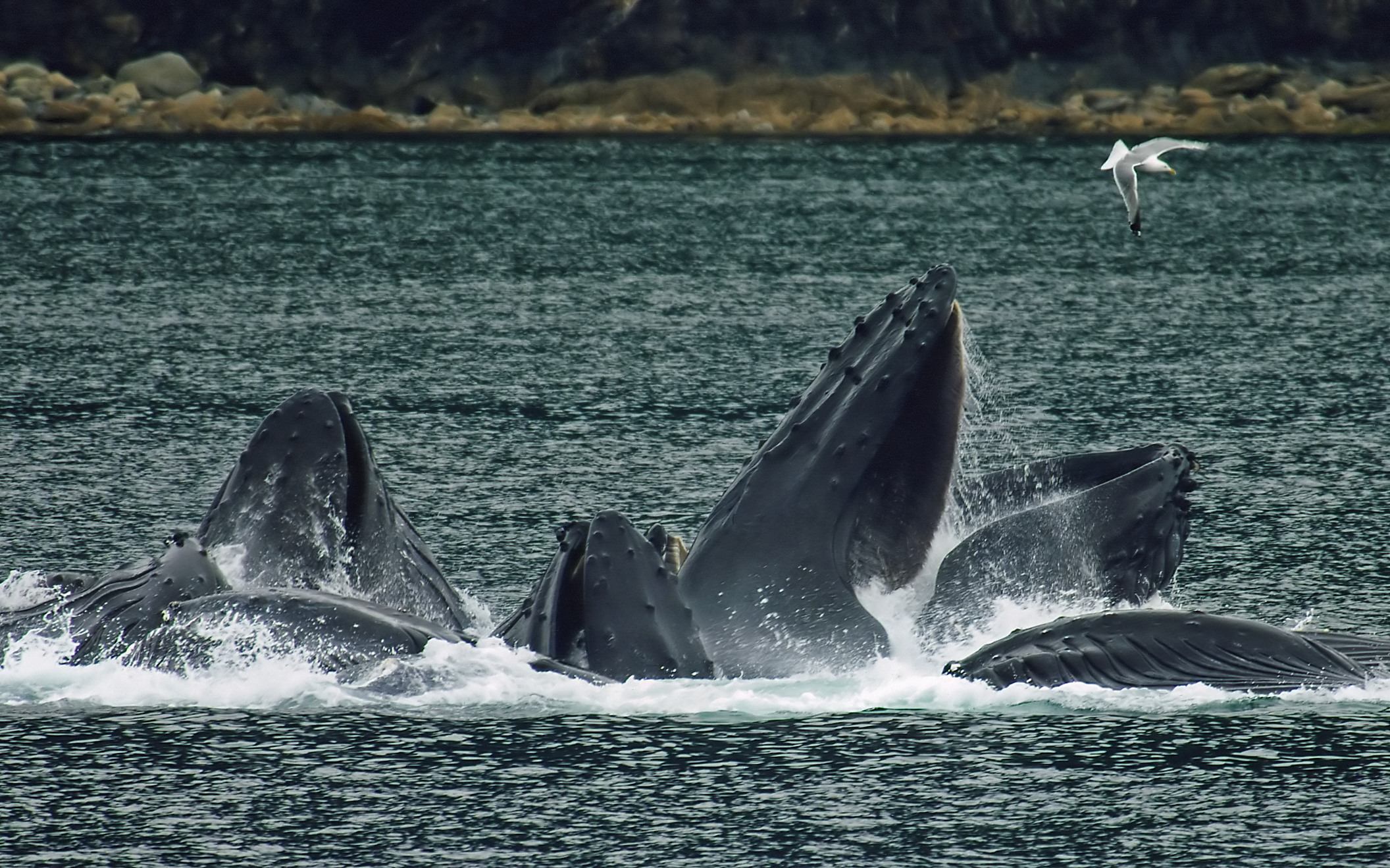
Balenele cu cocoașă în timpul alimentației

Balenele cu cocoașă se hrănesc în zonele bancurilor de nisip, iar în timpul migrațiilor îndură foame supraviețuind grație rezervelor de grăsime de sub piele. În timpul iernii pierd 25-30% din greutate. Balenele se hrănesc cu crustacee pelagice, bancuri de pești și, mai rar, cu moluște cefalopode. Datorită acestei rații alimentare, balenele cu cocoașă preferă apele de adâncimi mici, de lângă litoral. Hrana principală a indivizilor din populațiile sudice o constituie crustaceele genului Euphasia, cu precădere E. superba. Balenele se mai hrănec cu diferite specii de krill (Thysanoessa, Meganyctiphanes) și cu bancuri de peștișori. Dieta populațiilor nord-atlantice este alcătuită din pește. Speciile preferate sunt hering (Clupea), scrumbie (Scomber scombrus), sardine (Sardinops, Sardinella), capelin (Mallotus villosus), eglefin (Melanogrammus aeglefinus), cod (Gadus morhua), Eleginus gracilis, Theragra chalcogramma, Boreogadus saida, pești din genurile Ammodytes, Pollachius și Engraulis. Specia Pleurogrammus monopterygius și genul Scomberesocidae sunt preferatele balenelor cu cocoașă din nordul Pacificului. În stomacul balenelor pot încăpea 500-600 kg de mâncare. În burta unor indivizi au fost descoperite și rămășițele digerate ale unor păsări marine.

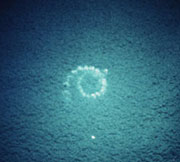
Vedere aeriană a spiralei de bule provocate de o balenă cu cocoașă în timpul vânătorii

Balenele cu cocoașă folosesc 5 tehnici de vânătoare caracteristice și altor balene, dintre care cele mai des practicate sunt următoarele:
- Balena intră cu gura deschisă într-o aglomerație de pești sau de plancton, sorbind hrana împreună cu apa. Apoi închide gura și evacuează toată apa printre fanoane, în așa fel încât peștii și planctonul rămân blocați în gură. Apoi balena înghite prada. De regulă, în timpul acestui acestui proces, ea se ridică treptat spre suprafață. Acesta este cel mai răspândit mod de alimentare printre balene.
- Un grup de balene înconjoară bancul de pești și își izbesc înotătoarele în apă, creând un „cerc de spumă” (engleză ring of foam), din care prada nu se poate salva. În același timp, unii indivizi scot sunete stridente specifice pentru a ține peștii în capcană. Odată ce bancul de pești este izolat, balenele dau buzna în el una câte una. Această deprindere este caracteristică și orcilor.
- Al treilea mod de vânătoare presupune aceeași izolare a bancului de pești, asigurată de această dată de bulele de aer pe care balenele le eliberează pe nas. În timpul acestor manevre, balenele cu cocoașă urcă treptat spre suprafață. Roiul de bule de aer sperie peștii și camuflează balenele. Această tehnică permite balenelor să vâneze atât în grup, cât și separat, înconjurând prada în cerc sau în semicerc și ridicându-se la suprafață în spirală.

Ultimele două tehnici de vânătoare cer o oarecare sincronizare din partea balenelor și reprezintă un exemplu de conviețuire în grup a mamiferelor marine. Vânătoarea în grup este caracteristică doar indivizilor din populațiile emisferei de nord.
O altă tehnică de vânătoare, utilizată de indivizii singuratici, este de a ameți prada prin lovituri violente ale cozii. Pentru aceasta, ei înoată mai întâi într-un cerc larg, lovind puternic apa cu coada. O altă modalitate este scufundarea rapidă, urmată de descrierea unei curbe în forma literei „U” și ridicarea spre suprafață traversând zona turbulențelor provocate de înotătoare.

### Structură socială
Balenele cu cocoașă nu formează grupuri de lungă durată. În afară de afecțiunea mamei față de pui, relațiile între indivizi sunt, de obicei, instabile, iar grupurile se împrăștie repede. Vara, în zonele bancurilor de nisip, balenele cu cocoașă se hrănesc separat sau în grupuri mici, improvizate, mărimea cărora depinde de accesibilitatea hranei și de necesitatea vânătorii în grup. De regulă, asemenea grupuri se dizolvă la câteva ore după formare, adică atunci când necesitățile legate de hrană au fost satisfăcute. Grupuri relativ stabile, care au conviețuit cel puțin o săptămână, au fost semnalate în apele Alaskăi și ale golfului Maine, însă acest lucru reprezintă, de fapt, o excepție. După toate aparențele, într-un grup indivizii nu sunt legați în mod necesar prin vreun grad de rudenie.
În timpul migrațiilor și în regiunile de reproducere balenele cu cocoașă se află în grupuri de câte 2-15 indivizi (cel mai des 3-5), dar călătoresc și fără însoțitori. Femelele cu pui sunt deseori însoțite de câte un mascul adult. Aceste călătorii sunt și ele de scurtă durată pentru mascul, întrucât în orice moment poate apărea un alt mascul care să-i ia locul. Pentru a-și demonstra superioritatea, masculii se izbesc uneori de navele maritime care circulă pe suprafață. S-a constatat că indivizii singuratici sunt mai puțin agresivi decât cei de grup.

### Cântecul balenelor
Balenele cu cocoașă sunt cunoscute datorită repertoriului lor vocal neobișnuit care, probabil, joacă un rol primordial în perioada reproducerii. Deși femelele pot scoate diverse sunete, numai masculii pot interpreta „cântece” de lungă durată. Fiecare cântec este compus din niște sunete scoase într-un registru jos, care variază în amplitudine și frecvență și durează cca. 10-20 de minute. Cântecele se pot repeta timp de câteva ore sau chiar zile. Masculii care însoțesc femelele cu pui cântă mai des și mai îndelungat decât ceilalți.
Cântecele diferă de la o populație la alta și se pot modifica în timpul reproducerii. Balenele cântă atât solo, cât și în grup. În grup, cântecele au un diapazon între 50 și 10.000 Hz și pot apărea din motive de conflict. Bioacusticianul australian Michael Noad a descoperit în 1996 că balenele cu cocoașă pot prelua cântece de la alte grupuri, atunci când grupurile se amestecă în timpul verii. Datorită cântecelor specifice, zoologii pot determina traseele de migrație a balenelor.
S-a observat că aproape totdeauna cântecele masculilor se termină cu conflicte. Balenele scot sunete melodioase și în afara perioadei de reproducere, ceea ce ar demonstra rolul lor în comunicarea cotidiană sau în ecolocație.
Cercetări recente asupra cântecelor balenelor au scos la iveală faptul că acestea au o sintaxă ierarhizată, caracteristică și vorbirii omului, adică sunetele lor sunt compuse din „cuvinte” și silabe identice, unite în propoziții.

### Reproducere
La fel ca majoritatea balenelor, reproducerea are loc într-un anumit sezon al anului. Reproducerea, gestația și nașterea sunt concentrate, de obicei, în sezonul de iarnă-primăvară, atunci când animalele se află în apele subtropicale sau tropicale. În această perioadă femelele întră în faza estru, iar la masculi se intensifică spermatogeneza. Ovulația femelelor din populațiile emisferei sudice se desfășoară între lunile iunie și noiembrie, culminând la sfârșitul lui iulie. La femelele din populațiile nordice aceste perioade întârzie cu respectiv șase luni. Puține femele ovulează de 2 ori pe an (16-28%), iar cele care ovulează de 3 ori anual alcătuiesc doar 8% din totalul populației de sex feminin. În timpul montei, balenele sunt foarte excitate. Câte 2-20 de masculi se bat pentru a cuceri o singură femelă. Actul sexual are loc într-o atmosferă foarte romantică: masculul și femela înoată unul lângă altul, își ating înotătoarele pectorale, lovesc apa cu coada, după care încep să se ridice lent spre suprafață, înotând vertical în spirală, cu abdomenele lipite.
Gestația durează în jur de 11 luni. Embrionul se dezvoltă foarte repede, crescând cu 17-35 cm pe lună. După viteza de dezvoltare a embrionului, balena cu cocoașă cedează doar balenei albastre și speciei Balaenoptera physalus. Deși în placenta femelei se pot dezvolta doi pui, la balena cu cocoașă se naște numai unul. Luna cea mai productivă din punct de vedere al nașterilor este februarie la populațiile nordice și august la cele sudice. Nou-născuții au o lungime medie a corpului de 4,5 m și o greutate între 700 și 2.000 kg. Mamele își alăptează puii până la 10-11 luni, totuși puiul se poate alimenta de unul singur deja de la vârsta de șase luni. Atunci când puiul este înțărcat, el măsoară deja 8-9 m în lungime și cântărește 9 tone. Puiul consumă 40-45 kg de lapte zilnic, acesta având un procentaj de grăsime de 45-49%. Mamele au grijă de urmași până când aceștia împlinesc vârsta de un an, mai rar până la doi ani. Puii răniți sunt scoși la suprafață de adulți, pentru a-i forța să respire. Masculii nu participă la îngrijirea puilor.
Balenele cu cocoașă ating maturitatea sexuală la vârsta de 5-6 ani, când femelele au 12 m lungime, iar masculii 11,6 m. Maturitatea sexuală deplină este, însă, atinsă abia după 8-12 ani. Femelele nasc o dată la doi-trei ani, dar pot naște și în fiecare an sau o dată la patru-cinci ani. Întrucât la femele perioada de lactație poate coincide parțial cu cea de gestație, sporul natural este mai mare decât la alte balenopteride.

### Longevitate și paraziți

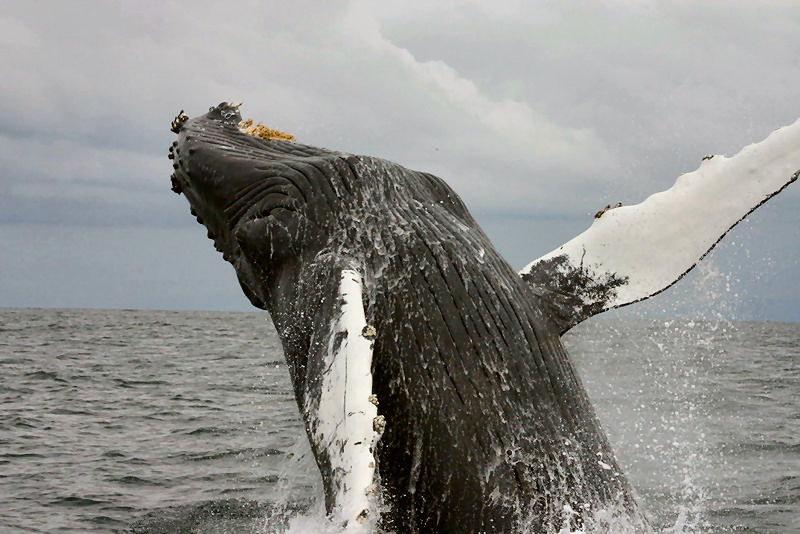
O balenă cu cocoașă sare deasupra apei în încercarea de a scăpa de exoparaziți

Valoarea exactă a longevității balenelor cu cocoașă nu este cunoscută, parțial din cauza campaniilor excesive de vânătoare de odinioară, în care au fost capturați o mulțime de indivizi bătrâni. Ipotetic, balenele trăiesc în jur de 40-50 de ani. Cel mai în vârstă mascul capturat vreodată avea, judecând după straturile de ceară din canalul auditiv, 48 de ani. Cea mai în vârstă femelă avea 38 de ani.
Dintre toate balenele, cele cu cocoașă au de suferit cel mai mult de pe urma ectoparaziților. Acest lucru este legat de viteza scăzută de deplasare a animalului, datorită căreia paraziții se pot instala comod pe pielea lui. Cele mai parazitate zone ale corpului sunt cele uro-genitale și gâtul. Cel mai des întâlniți paraziți sunt ciripedele (Coronulla diadema, Coronulla regina), copepodele (Penella) și cyamidele (Paracyamus boopis, Cyamus elongatus). Unii paraziți (viermii cilindrici din specia Ogmogaster ceti, de exemplu) sunt comensali specifici balenei cu cocoașă. Printre paraziții interni se numără trematodele, nematodele, cestodele și acantocefalii.
Balenele cu cocoașă au puțini prădători naturali. În timpul migrațiilor, indivizii tineri pot fi atacați de orci și rechini, care lasă cicatrice pe coadă și înotătorile pectorale. Bolile de care suferă balenele practic nu au fost studiate.

## Aspecte ecologice
În prezent, specia balenelor cu cocoașă este inclusă în Lista roșie a IUCN cu statutul vulnerabil și în Anexa I a convenției CITES.

### Numărul populației
Mult timp balenele cu cocoașă erau o pradă prețuită de vânătorii de balene, fapt care le-a micșorat puternic numărul populației. Înaintea campaniilor de vânătoare, specia Megaptera novaeangliae număra 125-150 de mii de indivizi, iar când acestea au fost interzise, existau între 30 și 60 de mii de indivizi (numărul nu poate fi calculat cu exactitate din cauza arealului foarte mare a balenei).
Numărul inițial al indivizilor populațiilor nordice este estimat la 15 mii, iar cel de după vânători la doar 700. Începând cu anii 1980, populațiile de balene au crescut în număr până la 5.500–6.570 balene în Atlantic și câteva sute în Pacific. În anii 1990, recensământul a fost făcut utilizând tehnologii mai noi, și anume înregistrarea repetată a indivizilor însemnați. Cifrele rezultate sunt: 10.600 capete în Atlanticul de Nord și aprox. 1.100 în Marea Barents.
Numărul inițial al indivizilor populațiilor nord-pacifice este estimat la 10-15 mii. Acesta a scăzut până la 1.200–1.600 în 1976 și până la 600-900 în 1983. Situația s-a ameliorat la sfârșitul anilor 1990, când populațiile nord-pacifice numărau peste 6.000 de specimeni.
Se consideră că în emisfera sudică viețuiau aproape 100 mii balene înaintea vânătorilor și mai puțin de 3.000 la sfârșitul acestora. În prezent, de-a lungul coastelor Antarctidei înoată peste 20 de mii de balene cu cocoașă.
În nordul Oceanului Indian, în anii 1980 au fost înregistrate 500 de balene cu cocoașă.

### Factori limitativi
Ca și toate speciile de balene, cele cu cocoașă au cunoscut o scădere drastică a numărului populației, care către 1966 a ajuns la 10% din cauza vânătorii excesive. Prima capturare a unei balene cu cocoașă a fost înregistrată în anul 1608 lângă Nantucket, Massachusetts. Comerțul propriu-zis cu carne și grăsime de balenă a început în secolul al XVIII-lea. Balenele cu cocoașă erau cele mai vulnerabile din cauza deprinderii lor de a înota pe lângă țărm. În secolul al XIX-lea vânătoarea de balene în Atlanticul de Nord (mai ales în apele SUA) și-a atins apogeul, dezvoltându-se și în oceanele Pacific și Indian. Din 1904 au început a fi urmărite populațiile sudice de balene. Din momentul în care vânătoarea de balene a fost mecanizată (anul 1868) și până la protejarea definitivă a balenelor (în 1965), au fost omorâți 181.400 de indivizi, iar numărul în realitate se consideră că este mai mare. Balenele cu cocoașă nordice au fost protejate de lege în 1937, dar peste 12 ani aceasta a fost abrogată. Legi mai drastice au fost impuse în a doua jumătate a secolului al XX-lea: speciile nord-atlantice au fost protejate în 1955, în 1963 cele din emisfera sudică, cele sud-atlantice în 1964, iar balenele din Pacificul de Nord au intrat sub protecția organelor de profil în 1966. În același an Comisia internațională privind vânătoarea de balene a interzis definitiv uciderea acestora. În prezent numai câteva balene pe an sunt capturate pentru necesități economice, în Marea Caraibilor (Sfântul Vincențiu și Grenadinele). În Japonia, pentru realizarea unui program de ordin științific numit JARPA-II, au fost capturați 50 de indivizi de balene cu cocoașă.
După interzicerea vânătorii de balene, populația acestora a început să se restabilească treptat, datorită cărui fapt experții de la IUCN au schimbat statutul speciei Megaptera novaeangliae de la amenințat (Endangered) la vulnerabil (Vulnerable). În prezent, balenele pot fi afectate de navele maritime care traversează oceanele și de poluarea sonoră la care vietățile marine sunt expuse, cu toate că acești factori nu le influențează prea mult. Se poate întâmpla ca, din cauza faptului că nu dispun de ecolocație, balenele cu cocoașă să se încălcească în năvodurile aruncate de navele de pescuit. Astfel de incidente se întâmplă foarte des în regiunea Newfoundland-și-Labradorului, cât și în golful Man, unde populațiile numeroase de batog ademenesc balenele. Între noiembrie 1987 și ianuarie 1988, 14 balene cu cocoașă au murit intoxicate cu scrumbie infectată cu saxitoxină. Locurile de reproducere ale balenelor sunt amenințate de activitatea omului (cuterele și vasele turistice de la suprafață), dar ele sunt cunoscute ca fiind ușor adaptative la astfel de condiții de viață.

### Whale watching
Fiind niște ființe energice, locurile de viețuire a balenelor reprezintă un obiectiv turistic popular. Activitatea de a urmări de la distanță balenele este numit whale watching (din engleză urmărirea balenelor). Animalele se apropie fără frică de vasele de croazieră și înoată pe lângă ele, jucându-se unul cu altul. Ele sunt cele mai îndrăgite dintre toate balenele din acest punct de vedere, în ciuda terorii la care au fost supuse în timpul exterminărilor în masă. Regiunile de turism cele mai cunoscute pentru urmărirea balenelor cu cocoașă sunt enumerate în tabelul de mai jos.
|                  | Atlanticul de Nord | Pacificul de Nord                     | Emisfera sudică                                                | \| \| \| \| Balenă în Hawaii \| Un grup în apropierea Juneau, Alaska \| |
| ---------------- | --- | ------------------------------------- | -------------------------------------------------------------- | ----------------------------------------------------------------------- |
| Vara             | Noua Anglie, Noua Scoție și Newfoundland, gura de vărsare a fluviului Sf. Laurențiu, peninsula Snaefellsnes în vestul Islandei | California, Alaska, Oregon, Vancouver | Antarctica                                                     | \| \| \| \| Balenă în Hawaii \| Un grup în apropierea Juneau, Alaska \| |
| Iarna            | Provincia Samaná din Republica Dominicană, golful Biscaya                                                                      | Hawaii, Bahía de Banderas             | Sydney, Byron Bay, Hervey Bay, Cape Town, Noua Zeelandă, Tonga | \| \| \| \| Balenă în Hawaii \| Un grup în apropierea Juneau, Alaska \| |
|                  | |                                       |                                                                |                                                                         |
| Balenă în Hawaii | Un grup în apropierea Juneau, Alaska                                                                                           |                                       |                                                                |                                                                         |

## Fișiere audio
- Cântecul balenei cu cocoașăⓘ
- Vocalizare a balenei cu cocoașă (mugire)ⓘ
- Cântecul balenei cu cocoașăⓘ